# Емигрантски комунистически съюз
Емигрантският комунистически съюз „Освобождение“ е организация в България на емигрантите комунисти от Македония, Тракия, Добруджа и Западните покрайнини.

## История
Съюзът е създаден през 1920 година и е съставна част от Българската комунистическа партия. Начело на организацията застават Димо Хаджидимов, Васил Главинов и Благой Касабов, Христо Янков и Иван Клинчаров. Орган за съюза е вестник „Освобождение“, по името на който популярно е наричана цялата организация. По-късно тя успява да създаде нелегално свое крило.
Съюзът е разтурен през август 1923 година по искане на Вътрешната македонска революционна организация при преговорите с БКП.